# Spark : L'Héritier de la planète des singes
Pour les articles homonymes, voir Spark.
Pour plus de détails, voir Fiche technique et Distribution.
Spark : L'Héritier de la planète des singes (Spark: A Space Tail) est un d'animation canado-américano-sino-coréen réalisé par Aaron Woodley, sorti en 2016.

## Fiche technique
- Titre : Spark : L'Héritier de la planète des singes
- Titre original : Spark: A Space Tail
- Réalisation : Aaron Woodley
- Scénario : Aaron Woodley, Daniel Woo, Goran Delic, Kang Hee-kyung, Doug Hadders, Robert Reece, Adam Rotstein
- Musique : Robert Duncan
- Montage : Paul Hunter
- Production : Tracy Grant, Jung Woo-kyung, Youngki Lee, Harry Linden et Jun Zheng
- Société de production : ToonBox Entertainment, Redrover, Gulfstream Pictures, Shanghai Hoongman Technology et Sunning Universal Media
- Société de distribution : Open Road Films (États-Unis)
- Pays :  Canada,  Corée du Sud,  États-Unis et  Chine
- Langue : anglais, coréen et mandarin
- Genre : Animation (audiovisuel), Comédie d'aventure, fantasy et science-fiction
- Durée : 91 minutes
- Dates de sortie :
  - Canada : 22 avril 2016
  - États-Unis : 14 avril 2017

## Doublage

### Version originale anglaise
- Jace Norman : Spark
- Jessica Biel : Vix
- Patrick Stewart : le Capitaine
- Hilary Swank : la Reine
- Susan Sarandon : Bananny
- A.C. Peterson : Zhong
- Rob deLeeuw : Chunk
- Athena Karkanis : Koko
- Shannon Perreault : Bananastar
- Jordan Pettle : le Roi / garde
- Evan Taggart : l'Artiste / soldat
- Aaron Woodley : Floyd

### Version française
- Alan Aubert-Carlin : Spark
- Lisa Caruso : Vix
- José Garcia : le Capitaine
- Véronique Augereau : la Reine
- Corinne Wellong : Bananny
- Féodor Atkine : Zhong
- Xavier Fagnon : Chuck
- Chloé Berthier : Koko
- Mathilde Seigner : Bananaster
- Axel Kiener : le Roi
- Sylvain Agaesse : l’Artiste
- Jérémie Covillault : garde
- Guillaume Orsat : soldat
- Marc Arnaud : Floyd

## Accueil
Le film a reçu un accueil défavorable de la critique. Il obtient un score moyen de 22 % sur Metacritic.